# 最后的欢呼
《最后的欢呼》（Last Hurrah），是美国女歌手碧碧·雷克萨的單曲，2019年2月15日发布，在美國告示牌得到98名，是她第三首登上告示牌的獨唱單曲，英國則得到50名。